# Bruce W. Wardropper
Bruce W. Wardropper (Edimburgo, 2 de febrero de 1919 - Durham, Carolina del Norte, 6 de enero de 2004), hispanista escocés naturalizado estadounidense.

## Biografía
Se educó en la County High School at Braintree en Essex y en la King Edward's School de Birmingham. Estuvo en el Downing College de Cambridge en 1936, y allí fue lector de francés y español. Bachiller en Artes por Cambridge en 1939, obtuvo el grado de Maestro en Artes en 1942. 

## Trayectoria
En 1940 el gobierno británico le mandó a enseñar francés y español en la Wolmers School de Kingston, Jamaica y allí se casó con Joyce Vaz en 1942. Tras la guerra emigró a los Estados Unidos y allí nació su hijo, Ian Bruce; se doctoró en la Universidad de Pensilvania en 1949. Publicó sus primeros trabajos en Hispanic Review, y llamó la atención de Miguel Romera-Navarro, quien le ofreció un puesto de fellow en la Universidad Johns Hopkins. Después enseñó en la Ohio State University, donde Joyce Wardropper falleció en 1959. Volvió entonces a la Universidad Johns Hopkins por tres años, y se casó de nuevo con Nancy Palmer, de Miami, también hispanista, en 1960. Se unió a la facultad de la Duke University en 1963 y allí permaneció hasta su jubilación; falleció siendo profesor emérito de la misma.

## Siglo de Oro
Se especializó en literatura española del Siglo de Oro. Escribió numerosos libros y artículos antes de retirarse en 1989. Entre sus obras se cuenta Introducción al teatro religioso del Siglo de Oro: la evolución del auto sacramental: 1500-1648 (Madrid: Revista de Occidente, 1953), Critical essays on the theatre of Calderón (New York: University Press, 1965), Historia de la poesía lírica a lo divino en la cristiandad occidental (Madrid: Revista de Occidente, 1958) y una edición de El mágico prodigioso de Pedro Calderón de la Barca. También supervisó la confección de los volúmenes de la Historia y crítica de la literatura española que la editorial Crítica publicó en el último cuarto del siglo XX.